# معركة بوكستيل
معركة بوكستيل (بالإنجليزية: Battle of Boxtel)‏ هي معركة وقعت في مقاطعة شمال برابانت الهولندية في الفترة من 14 إلى 15 سبتمبر 1794 ، أثناء حرب التحالف الأول ، كانت جزءًا من حملة فلاندرز التي استمرت من 1793 إلى 1794 والتي حاولت فيها القوات البريطانية والهولندية والنمساوية القيام بغزو لفرنسا عبر فلاندرز ، غالبًا ما يتم تذكرها على أنها أول عمل قام به الملازم آرثر ويسلي ، الذي أصبح فيما بعد آرثر ويلسلي، دوق ولنجتون الأول، انتهت المعركة بانتصار القوات الفرنسية.

 

 

## قائمة المراجع
- حقل المريخ، كونه هضمًا أبجديًا للارتباطات البحرية والعسكرية الرئيسية، في أوروبا وآسيا وأفريقيا وأمريكا. . . المجلد 2 (1801) ، MEU. . . MID غير ملوثة.
- الحضري، مارك، الجنرالات: عشرة قادة بريطانيين شكلوا العالم. فابر وفابر ، 2005
- ويلز، غاري ديفيد، معركة ويلينغتون الأولى ، 2011
- Burne، Alfred H. The Noble Duke of York ، Staples Press، London، 1949
- يوميات ليو توماس باول، 14 قدم. كما تم إعداده للنشر في «الوردة البيضاء» ، مع إضافة معلومات حول خدماته وما إلى ذلك. ص.   30 (حركة عدم الانحياز)

## روابط خارجية
- حملة دوق ولينغتون الأولى لجاري ديفيد ويلز
- تقرير النتائج الأثرية لعام 2011.
- تقرير عن استخدام Amusettes أثناء الهجمات بالقرب من St.Oedenrode بواسطة Garry David Wills في سلسلة Napoleon.